# Cour d'assises (France)
Pour les autres articles nationaux ou selon les autres juridictions, voir Cour d'assises.
En France, la cour d'assises est une juridiction départementale, compétente pour juger les personnes accusées d'avoir commis un crime. Les crimes sont les infractions les plus graves (assassinat, meurtre, empoisonnement, enlèvement, viol, vol à main armée…). Elle est aussi compétente pour juger les infractions connexes à un crime qui serait l'infraction principale. Sa compétence est définie à l'article 231 du code de procédure pénale.
Les crimes sont les infractions passibles d'une peine de réclusion ou de détention criminelle allant de plus de dix ans (quinze ans en pratique) à perpétuité.
La cour d'assises siège généralement avec un jury, composé de citoyens non professionnels.
Depuis septembre 2019, dans certains départements français, les crimes punis d'une peine de quinze à vingt ans de réclusion criminelle (hors cas de récidive) commis par des personnes majeures sont jugés devant une cour criminelle sans jury, composée de cinq magistrats, dans le cadre d'une expérimentation. Depuis le 1er janvier 2023, les cours criminelles départementales ont été  généralisées à l'ensemble du territoire.
Les arrêts rendus par une cour d'assises peuvent faire l'objet d'un recours devant une cour d'assises d'appel, comportant 9 jurés titulaires.

## Histoire
La justice criminelle moderne se met en place à la Révolution française avec un « tribunal criminel » dans un cadre départemental, avec des magistrats choisis au sein du tribunal de district et un jury criminel composé de citoyens, ce qui constitue une innovation.
Les tribunaux criminels prennent le nom de « cour d'assises » avec la loi du 20 avril 1810 sur l'organisation des tribunaux. Jusqu'en 1942, les fonctions du jury et des magistrats professionnels sont séparées : le jury (de 12 membres) décide seul de la culpabilité, les magistrats de la peine, ce qui donne lieu à des acquittements de compassion ou à des condamnations de représailles basées sur l'émotion populaire. La loi du 25 novembre 1941, en vigueur au 1er janvier 1942, confie la décision sur la culpabilité comme sur la peine à l'ensemble de la cour d'assises et réduit à six le nombre des jurés,.
Hélène Miropolsky est la première femme ayant plaidé à la Cour d'assises, le 25 septembre 1908 à Paris.
La loi du 15 juin 2000 sur la présomption d'innocence prévoit que les verdicts de la cour d'assises sont susceptibles d'appel, introduisant la cour d'assises d'appel.
La loi de programmation 2018-2022 et de réforme pour la justice crée expérimentalement, pour une durée de trois ans dans sept départements, une cour criminelle départementale composée uniquement de magistrats professionnels, dans le but d’accélérer les procédures par rapport à la cour d’assises.
Le but recherché, en cas de réussite de l'expérimentation, est que les crimes punis d'une peine inférieure ou égale à vingt ans de réclusion ne soient plus jugés par un jury populaire et soient jugés plus rapidement.
Le département du Territoire de Belfort est le seul département français où il n'existe pas de cour d'assises propre au département. En conséquence, la cour d'assises de la Haute-Saône, située à Vesoul, est compétente.

## Composition
La cour d'assises comprend : la cour proprement dite et le jury.

### Cour

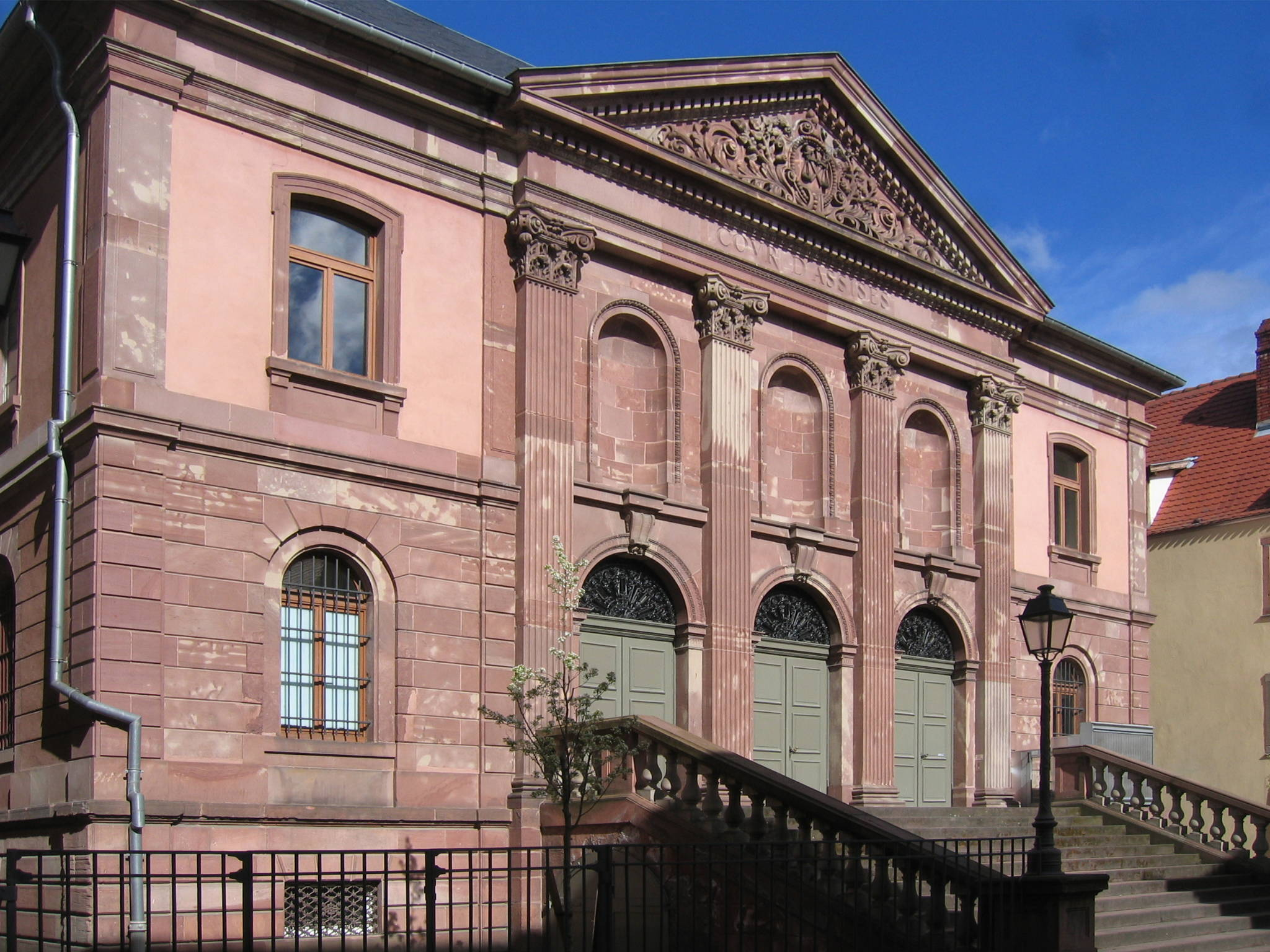
Cour d'assises du Haut-Rhin.

La cour proprement dite comprend le président et les assesseurs.
Un président de chambre ou un conseiller de la cour d'appel, désigné par le premier président, préside la cour d'assises.
Les assesseurs sont au nombre de deux et sont choisis soit parmi les conseillers de la cour d'appel, soit parmi les présidents, vice-présidents, ou juges du tribunal ou des tribunaux judiciaires du département de la tenue des assises.

### Jury
En France, seuls la cour d’assises et son équivalent à Saint-Pierre-et-Miquelon, le tribunal criminel, comprennent des jurés populaires. Elle est composée de jurés au nombre de six (en première instance) ou de neuf (en appel). Avant que la loi du 10 août 2011 soit entrée en vigueur le 1er janvier 2012, le nombre de jurés était 9 en première instance et 12 en appel.
Le jury populaire est composé de citoyens de plus de vingt-trois ans, sachant lire et écrire en français (article 255 du code de procédure pénale), jouissant de leurs droits politiques, civils et de famille, et ne se trouvant dans aucun cas d'incapacité ou d'incompatibilité listées à l'article 257 du code de procédure pénale (membres du gouvernement, parlementaires, magistrats, fonctionnaires de police ou de l'administration pénitentiaire, militaires de la gendarmerie, en activités de service). Les jurés sont tirés au sort sur les listes annuelles du jury criminel établies tous les ans dans chaque département à partir des listes électorales. Cette liste annuelle sert au tirage au sort des jurés de session, qui peuvent être amenés à siéger au cours d'une session déterminée.
C'est dans cette liste de session que sont tirés au sort, au début de chaque affaire jugée, les jurés qui composeront le jury. Au fur et à mesure que les noms sont tirés au sort, la défense (l'accusé lui-même ou son avocat) peut en récuser quatre et le ministère public trois (respectivement cinq et quatre en appel). Des jurés supplémentaires (art. 296 du code de procédure pénale) sont également tirés au sort afin de pouvoir remplacer les jurés qui pourraient être victimes d'un empêchement en cours de procès ; ils ne participent pas aux délibérations (leur nombre est décidé par la cour — les 3 magistrats professionnels — , et est souvent fonction de la durée prévue du procès). Les jurés peuvent être dispensés s'ils sont âgés de plus de 70 ans ou sur justification (motif grave, problème de santé, justificatifs des frais engagés...). Une dispense accordée peut être partielle, et ne concerner que certaines affaires de la session. Si le juré ne se présente pas au tribunal, il peut être condamné à une amende d'un montant maximum de 3 750 €.
Chaque juré reçoit une indemnité journalière de comparution, une indemnité de voyage et de séjour (frais de déplacement, repas) ainsi que, sur attestation de son employeur, une indemnité de perte de salaire.

#### Désignation du jury
La désignation du jury populaire d'une cour d'assises a évolué avec le temps. En janvier 1977, Olivier Guichard, arrivé place Vendôme comme nouveau garde des sceaux, informe la presse de deux projets de réforme, l'un sur les jurys d'assises, l'autre sur le secret de l'instruction en rappelant que la désignation des premiers avait été très critiquée, y compris par le président de la République, lors du premier procès de Pierre Goldman en décembre 1974, déclenchant la création d'une commission de réflexion. La réforme de 1977 vise à ce que la composition sociologique et de genre de la population soient mieux représentés.
Chaque maire fournit à la cour d'assises une liste de personnes de plus de 23 ans tirées au sort sur les listes électorales, c'est le préfet qui détermine le nombre de jurés par nombre d'habitants (entre 200 et 1 800). Ces listes sont fusionnées et chaque année est formée la liste des jurés après exclusion des personnes dispensées ou ne répondant pas aux critères de sélection.
Il peut aussi être établi une liste spéciale de jurés suppléants ne contenant que des personnes habitant la ville où siège la cour.
Pour chaque session d'assises (qui comprend plusieurs procès) sont tirées au sort une liste principale de trente cinq personnes et une liste de suppléants de dix personnes.
Ces personnes seront convoquées (par courrier trente jours avant le premier jour des assises au tribunal).
Le premier jour de la session des assises, la cour (président, deux assesseurs) statue sur les éventuelles dispenses de dernière minute et congédie éventuellement les suppléants[réf. souhaitée].
Pour chaque procès d'assises, on tire au sort les jurés (en y ajoutant la liste des suppléants si la liste principale est inférieure à 20). Cependant la défense et le parquet ont la possibilité de les récuser.
On tire souvent au sort des jurés dits supplémentaires, qui assisteront à tout le procès mais ne prendront pas part aux délibérations (sauf défaillance d'un juré titulaire).

#### Controverses
En 2016, une étude sur l'impact des médias sur les décisions de Justice remet en cause le fonctionnement des jurys populaires en cour d'assises. L'étude affirme que les jurys populaires sont influencés dans leurs décisions par certains reportages télévisés et suggère que les tribunaux composés uniquement des juges professionnels offriraient une garantie supérieure de justice.
Cette étude provoque une remise en cause du rôle des jurys, et un questionnement sur la manière dont les peines prononcées par les tribunaux sont déterminées. Ceux qui remettent en cause le rôle des jurys populaires affirment notamment que ceux-ci peuvent être manipulés par un contexte extérieur (médias, télévisions, ou professionnels du droit).
Les défenseurs des jurys populaires affirment quant à eux que ceux-ci sont garants de l'indépendance. Dans son article, « Le mauvais procès fait aux jurys », Laurent Lemasson explique que l'accumulation des normes et la complexité sociale font davantage de la justice une affaire de spécialistes. Dans ce contexte, il affirme que les jurys populaires constituent un contrepoids aux travers inhérents à la professionnalisation de la Justice.
Malgré cela, à partir de septembre 2019, dans sept départements, une cour criminelle expérimentale sans jurés est créée, afin de juger les crimes punis de 15 à 20 ans de réclusion criminelle. Celle-ci est généralisée par la loi du 22 décembre 2021 à l'ensemble du pays. Les crimes punis de 30 ans ou de perpétuité restent soumis à la cour d'assises comportant des jurés.

### Ministère public
L'avocat général représente le ministère public auprès de la cour d'assises.
La fonction d'avocat général est exercée par le procureur général en personne ou par ses substituts.
Il peut, dans les mêmes conditions, représenter le ministère public auprès des autres cours d'assises du ressort de la cour d'appel ou déléguer tout magistrat du ministère public du ressort de la cour d'appel auprès d'une cour d'assises instituée dans ce ressort. Le procureur de la République représente en personne ou par ses substituts le ministère public auprès de la cour d'assises instituée au siège du tribunal judiciaire.

### Tribunal criminel de Saint-Pierre-et-Miquelon
Pour la collectivité d'outre-mer de Saint-Pierre-et-Miquelon, un tribunal criminel est chargé de juger les crimes, soumis ailleurs à une cour d'assises. Ce tribunal se compose de seulement quatre jurés (six en appel). Ce nombre réduit s'explique en partie par la faible population de l'archipel (environ 6 000 habitants), qui rend difficile de constituer un jury dont aucun des membres n'aurait de lien avec une des parties.

### Cour d'assises des mineurs
Elle juge les crimes commis par les mineurs de plus de 16 ans, voire de 13 ans (article L231-9 CJPM). Les magistrats assesseurs sont, sauf impossibilité, des juges des enfants.
Un mineur de seize ans (c'est-à-dire de moins de 16 ans) qui commet un crime sera lui jugé par un tribunal pour enfants, lequel ne peut prononcer plus de la moitié de la peine prévue (vingt ans si c'est la perpétuité). Alors qu'une cour d'assises des mineurs peut, si elle écarte exceptionnellement l'excuse de minorité, prononcer la peine prévue pour un adulte.

### Cour d'assises spécialement composée
Lors du procès d’Action directe en 1986, un accusé menace ouvertement les jurés. Le lendemain, cinq d’entre eux produisaient un certificat médical pour ne pas siéger. Au cours de la même année, où ont eu lieu plusieurs attentats, une loi prévoit que les affaires terroristes sont jugées par la cour d’assises spécialement composée. La loi du 28 février 2017 diminue le nombre de magistrats afin de faire face à l'augmentation importante d'affaires criminelles terroristes.
La cour d’assises spécialement composée est une cour d'assises sans jury, composée d'un président et de quatre assesseurs en première instance et de six assesseurs en appel. Le code de procédure pénale lui attribue compétence en matière :
1. De crimes militaires (art. 698-6 et 698-7).
2. De crimes de droit commun commis par des militaires lorsqu'il existe un risque de divulgation d'un secret de la défense nationale (art. 698-7).
3. De trahison, d'espionnage et d'atteinte à la défense nationale (art. 702).
4. D’actes de terrorisme (art. 706-25).
5. De trafic de stupéfiants (art. 706-27 et suivants).
6. De prolifération d’armes de destruction massive ou de leurs vecteurs (art. 706-167 et suivants).

## Procès

### Disposition

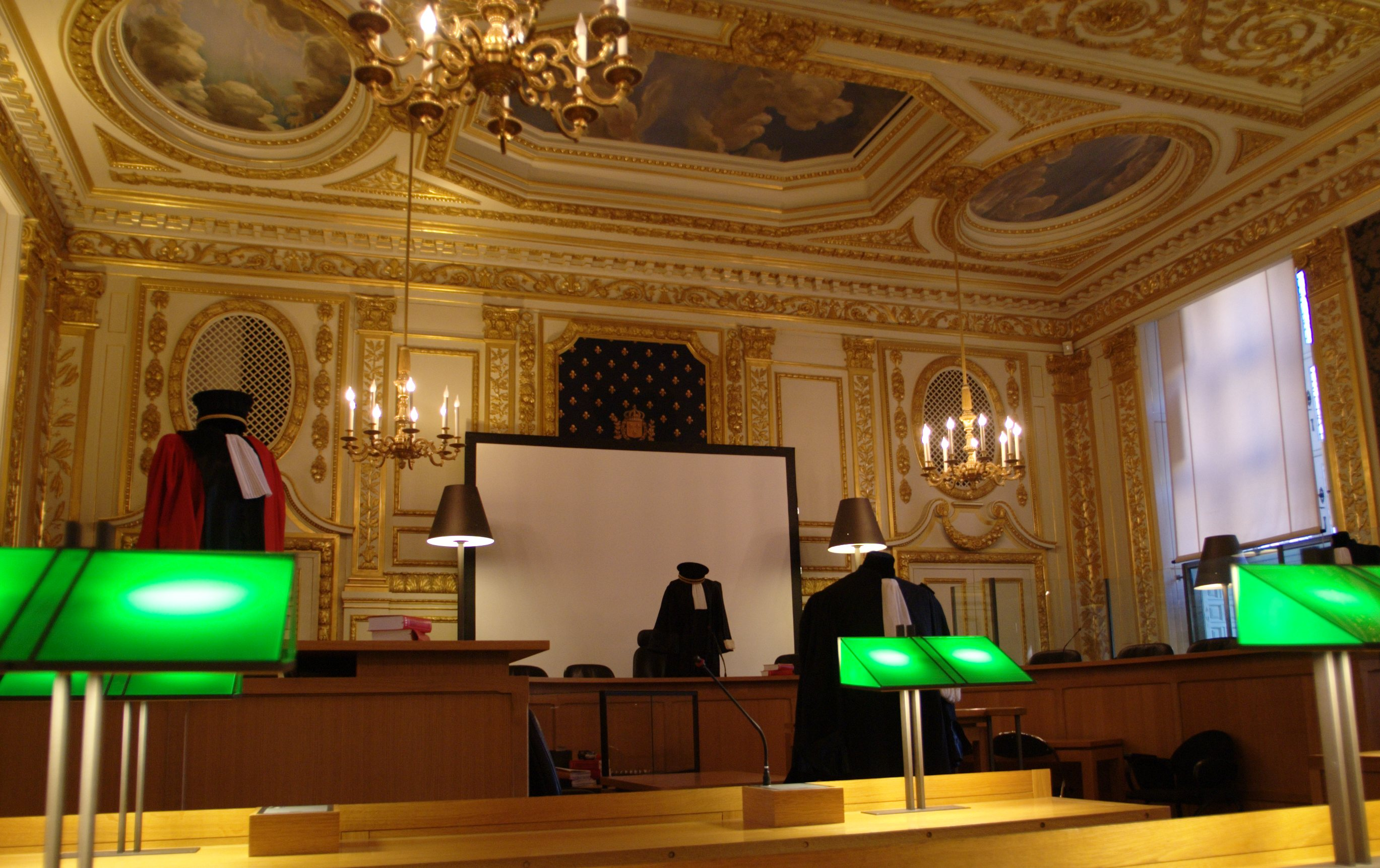
La cour d’assises de Rennes avec des mannequins indiquant les dispositions des protagonistes d'un procès.

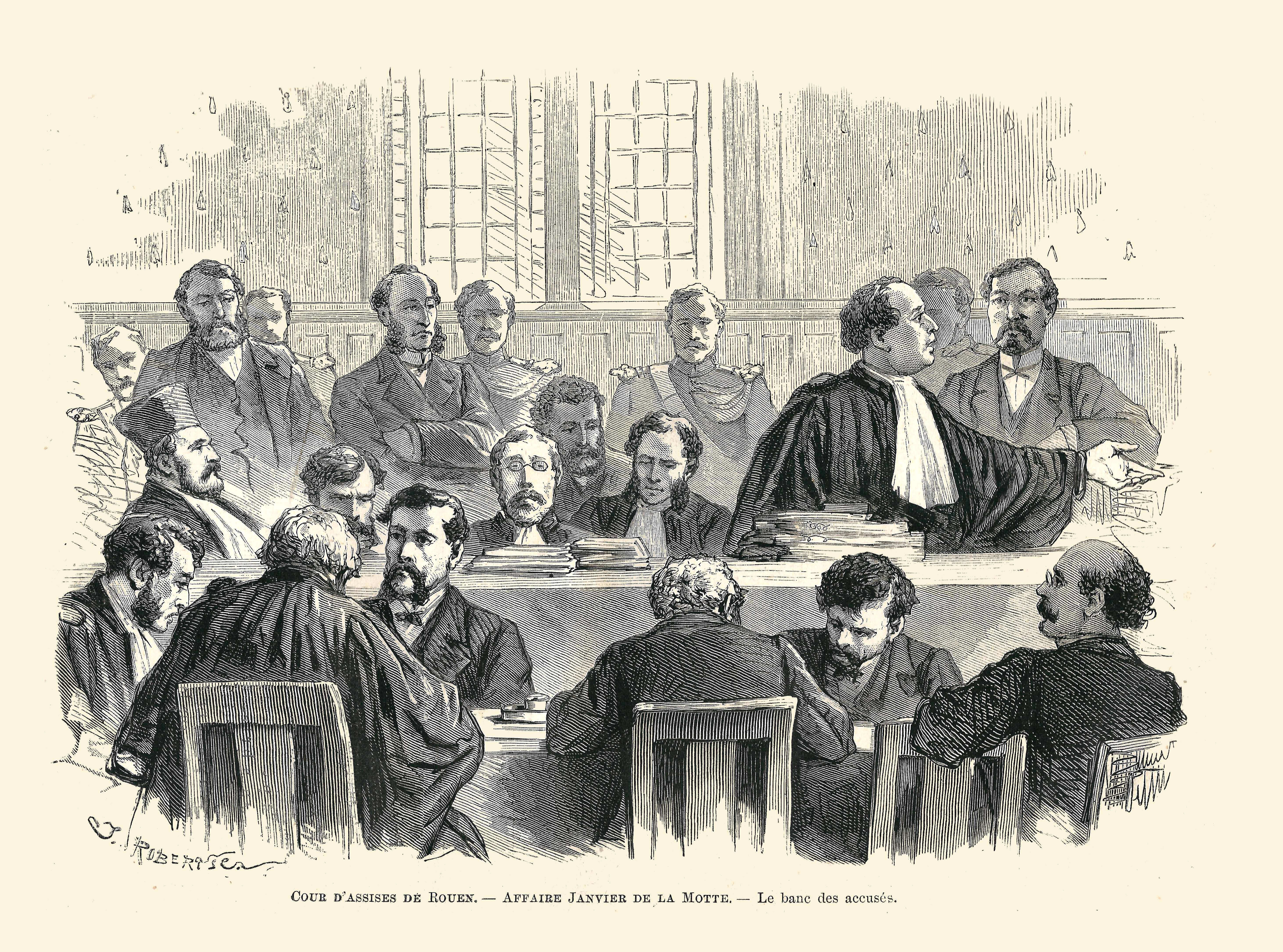
Le banc des accusés au cours de l’affaire Janvier de La Motte devant la cour d'assises de Rouen en janvier 1872.

La disposition d'une cour d'assises est, en France, identique à celle que l'on trouve dans la plupart des différents types de juridictions françaises. Elle est donc la suivante :
- Sur l'estrade, derrière la table centrale, le président est face à la barre, entouré de chaque côté par ses deux assesseurs et les jurés. À gauche du président, se trouve le greffier d'audience. À droite du président, derrière une table à part, se trouve l'avocat général ; ces places peuvent être permutées.
- Au niveau du sol, la barre des témoins se trouve face au président. À gauche, côté greffier d'audience, se trouve le box des accusés devant lequel se placent les avocats de la défense. À droite, côté avocat général, se placent les parties civiles et leurs avocats. Ces places peuvent être permutées.

### Débats
C'est le président qui mène les débats. Il procède aux différents interrogatoires (partie civile, accusé[s], témoin[s], experts) et invite les différentes parties à s'exprimer. En effet, lors d'un procès, aucune prise de parole ne se fait de manière intempestive : si un accusé, un avocat, l'avocat général, un juré ou même un assesseur souhaite intervenir, il le fait savoir au président qui, alors, lui donne la parole.
Afin que le témoignage d'un témoin soit recevable, le président de la cour d'assises doit lui faire prêter serment de la façon suivante : « Vous jurez de parler sans haine et sans crainte, de dire toute la vérité, rien que la vérité. » Toutefois, les membres de la famille proche de l'accusé et les personnes privées de leurs droits civiques n'ont pas à prêter serment.
Un juré a le droit de poser des questions à l'une des parties, à un témoin ou à un expert – ce qui est logique puisqu'il lui appartiendra de trancher sur la culpabilité et sur la peine. Il peut le faire en s'adressant directement à la personne (après en avoir demandé l'autorisation au président, ou après sollicitation de ce dernier). Ces questions se doivent d'être neutres (y compris dans leur formulation) et ne suggérer aucun parti pris. En cas de doute, un juré peut transmettre sa question par écrit au président, qui se chargera de la poser au moment qui lui semblera adéquat, éventuellement en la reformulant. Le juré n'ayant pas accès au dossier, il est conseillé qu'il prenne beaucoup de notes.
Le président assure également la police du procès. Il veille à ce que les débats se déroulent dans le cadre fixé par le législateur. Il veille aussi à ce que les débats restent intelligibles.
Depuis 1981 avec la loi Sécurité et Liberté, l'article 308 du Code de procédure pénale précise que le président de la Cour d'assises peut demander un enregistrement sonore des débats, une modalité normalement interdite sauf s'il s'agit de procès enregistrés à des fins historiques. Il donne ensuite lieu à une transcription des échanges. Ce dispositif permet d'évaluer plus précisément que le procès-verbal la nouveauté d'une preuve ou d'un élément qui ne fut pas évoqué lors de la procédure judiciaire. Le contenu des débats peut être utilisé dans le cadre d'un appel, d'une révision, d'un réexamen ou d'un pourvoi en cassation. Il est possible que l'enregistrement soit audiovisuel depuis 2004 avec l'accord des parties. La loi de 1981 précise qu'un enregistrement défectueux ne peut nullifier la procédure. Cet enregistrement est obligatoire depuis 2014 dans la loi sur les révisions des condamnations pénales. Le Conseil constitutionnel censure la modification au motif que l'absence de recours contre l'enregistrement méconnaît l'article 16 de la déclaration de 1789. La loi Urvoas de 2016 allège le dispositif, facultatif en première instance mais obligatoire en appel, sauf si les accusés s'y opposent. Il est aussi précisé qu'un enregistrement défectueux « constitue une cause de cassation de l'arrêt de condamnation s'il est établi qu'il a eu pour effet de porter atteinte aux intérêts du demandeur du pourvoi ».

### Plaidoiries de la partie civile
C'est l'avocat de la partie civile qui plaide en premier, avant le réquisitoire de l'avocat général.

### Réquisitoire
L'avocat général revient sur les faits et peut demander qu'une peine soit prononcée.

### Plaidoirie
Dernier(s) à plaider, le ou les avocat(s) de la défense argumente(nt) en faveur de l'accusé ou des accusés. Selon les cas : innocence ou circonstances atténuantes.

### Délibérations

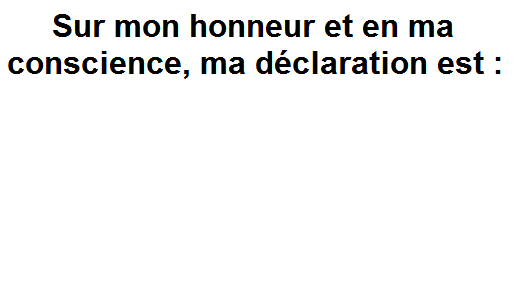
Bulletin employé par les membres de la cour d'assises pour le vote.

Au terme de l'audience, le président de la cour d'assises, ses deux assesseurs et les jurés se retirent pour délibérer. Au cours de ces délibérations, la cour d'assise devra se prononcer :
- sur la culpabilité : l'accusé est-il coupable du ou des chefs d'accusation qui ont été retenus contre lui ? A-t-il agi avec préméditation ? etc.
- sur la peine : il s'agit de déterminer quelle peine sanctionnera le ou les faits dont le ou les accusés ont été reconnus coupables.

Lors de ces délibérations, l'affaire jugée est mise à plat et les membres de la Cour (qu'ils soient magistrats ou jurés populaires) confrontent leurs points de vue. À l'issue de ce débat, les décisions se font par un vote à bulletin secret.
Depuis le 1er janvier 2022, toute décision défavorable à l'accusé nécessite sept voix en premier ressort, et huit voix en appel.
La décision sur la peine se forme à la majorité absolue des votants. Toutefois, le maximum de la peine privative de liberté encourue ne peut être prononcé qu'à la majorité de sept voix au moins lorsque la cour d'assises statue en premier ressort et qu'à la majorité de huit voix au moins lorsque la cour d'assises statue en appel.
Depuis 1994, les circonstances atténuantes ne font plus l'objet d'une question spéciale, mais sont prises en compte dans le vote sur la peine.
En cour d'assises spécialement composée, toute décision est prise à la majorité simple.
Les jurés doivent garder le secret de leurs délibérations même une fois leur fonction terminée.
Les auditeurs de justice et les élèves-avocats en stage juridictionnel peuvent assister au délibéré.

### Motivation des décisions
Depuis le 1er janvier 2012, les cours d'assises doivent motiver leurs décisions sur la culpabilité dans une feuille de motivation placée en annexe de la feuille des questions,. Puis, dans une décision QPC du 2 mars 2018, le Conseil constitutionnel met en cause l'absence de motivation des décisions de cour d'assises en ce qui concerne la peine,. La loi de programmation 2018-2022 et de réforme pour la justice du 23 mars 2019 pose ainsi en principe que la motivation doit désormais également porter sur le choix de la peine (sauf cas particuliers).

## Sessions
Il y a une cour d’assises par département (sauf le Territoire de Belfort qui n'en possède pas et est rattaché à celle de la Haute-Saône). Elle ne siège pas de façon permanente, mais par sessions. La date de l'ouverture des sessions de la cour d'assises est fixée chaque fois qu'il est nécessaire, sur proposition du procureur général, par le premier président de la cour d'appel.
Ainsi, s'il apparaît nécessaire de tenir une ou plusieurs sessions supplémentaires au cours du même trimestre (c'est l'hypothèse normale à Paris où les sessions ont lieu tous les 15 jours), ce sont les mêmes magistrats de la Cour et les mêmes jurés de session qui sont appelés par le premier président de la cour d'appel à siéger dans les affaires jugées au cours des sessions supplémentaires. Les cours d'assises des départements les plus peuplés siègent en fait de manière continue (Paris, Seine-Saint-Denis, etc.)[réf. nécessaire].

### Activité
En 2016, le nombre de décisions prononcées par les cours d'assises s'est élevé à 3 280,.
| Année | Nombre de décisions rendues par les cours d'assises de premier ressort | Nombre de décisions rendues par les cours d'assises d'appel | Total des décisions |
| ----- | ---------------------------------------------------------------------- | ----------------------------------------------------------- | ------------------- |
| 2021  | 1 757                                                                  | 203                                                         | 1 960               |
| 2020  | 587                                                                    | 178                                                         | 765                 |
| 2019  | 1 144                                                                  | 549                                                         | 1 693               |
| 2018  | 2 393                                                                  | 539                                                         | 2 932               |
| 2017  | 2 716                                                                  | 548                                                         | 3 264               |
| 2016  | 2 744                                                                  | 536                                                         | 3 280               |
| 2015  | 2 549                                                                  | 455                                                         | 3 004               |
| 2014  | 2 561                                                                  | 471                                                         | 3 032               |
| 2013  | 2 856                                                                  | 570                                                         | 3 426               |
| 2012  | 3 006                                                                  | 480                                                         | 3 486               |
| 2011  | 1 968                                                                  | 361                                                         | 2 329               |
| 2010  | 2 035                                                                  | 467                                                         | 2 502               |
| 2009  | 2 172                                                                  | 487                                                         | 2 659               |
| 2008  | 2 314                                                                  | 381                                                         | 2 695               |
| 2007  | 2 447                                                                  | 430                                                         | 2 877               |
| 2006  | 2 516                                                                  | 453                                                         | 2 969               |
| 2005  | 2 588                                                                  | 396                                                         | 2 984               |

## Appel

### De 1810 à 2000
Il n’existait pas de possibilité d’appel contre les décisions des cours d’assises sur une question substantive, seul - à la longue - par pourvoi de cassation pour aborder une erreur de procédure, avec la possibilité d'un nouveau procès de novo en cour d'assise d'un autre département (comme dans l'affaire Jérôme Carrein). La possibilité d'erreur judiciaire était peu admise en France et les condamnés à mort étaient exécutés dans les six mois suivant leur condamnation. Même un condamné à mort par contumace n'avait pas le droit d'être rejugé et était exécuté. Le tout dernier condamné en France, Jean-Paul Marx, a été condamné a mort en Septembre 1981 par contumace.
L'absence d'appel n'était pas incompatible avec les exigences du procès équitable telles que formulées par la Cour européenne des droits de l'homme, puisque les décisions pouvaient faire l'objet d'un pourvoi en cassation. Traditionnellement, on justifiait le fait que les cours d'assises statuent en premier et dernier ressort par leur composition : censées représenter le peuple jugeant souverainement, les arrêts des cours d'assises ne pouvaient être remis en cause. C'est pourquoi il fut décidé que la cour d'assises d'appel comprendrait elle aussi des jurés, en plus grand nombre.
Une autre raison invoquée était le fait que l'instruction préparatoire était obligatoire en matière de crime et rare en cas de délit. La cour d'assises était saisie par une autre juridiction qui avait déjà considéré qu'il y avait suffisamment d'éléments à charge (le juge d'instruction, ses décisions étant d'ailleurs susceptibles d'appel à la chambre de l'instruction). En correctionnelle, le tribunal était presque toujours la première juridiction à connaître de l'affaire.
Enfin, le troisième argument contre le droit de faire appel était qu'il arrivait que la chambre des appels correctionnels ne réentendît pas certains témoins afin de rendre le processus moins lourd pour les témoins et les victimes ; chose impossible aux assises, étant composée de jurés la procédure ne pouvait y être qu'orale.

### Depuis 2000
Depuis la loi sur la présomption d'innocence du 15 juin 2000, la cour d’assises peut aussi connaître des appels formés contre les arrêts d’une autre cour d’assises ayant statué en premier ressort. On parle à cet égard d'appel tournant (les affaires d'une cour d'assises allant devant une autre cour du ressort de la cour d'appel, sauf désignation par la Cour de cassation d'une cour extérieure, article 380-14 du code de procédure pénale).
En cas d'appel de l'accusé seulement, la peine ne peut être aggravée. Le taux d'appel est de 23 %. Comme devant toutes les juridictions répressives, les risques d'aggravation de la peine en appel constituent l'une des raisons de ne pas faire appel. À noter qu'en cas d'appel de l'accusé, l'appel incident du parquet est quasi systématique ; 5 % des accusés qui étaient condamnés en première instance sont acquittés en appel. Sinon, pour les accusés condamnés en première et deuxième instance, 40 % voient leur peine allégée, 30 % ont leur peine confirmée et 30 % ont leur peine aggravée.

### Archives
- Archives conservées par (pour Cour d'assises du Morbihan) : archives départementales du Morbihan (2 U 2 1 à 1003, 1808-1975, n:16?RECH_S=ploemeur&RECH_eadid=FRAD056_0000002U2&Archives.RECH_Valid=&type=inventaire)

- Archives conservées par (pour Cour d'assises de Toulouse) :   - archives départementales de la Haute-Garonne (2 U 3, 1811-1940, vta0e63ec4a386a628c)
  - archives départementales de la Haute-Garonne (W, 1940, vta31498b296cb1eff5)